# Saison 2009-2010 des Blackhawks de Chicago
Autres saisons
La saison 2009-2010 est la 83e saison de hockey sur glace jouée par les Blackhawks de Chicago dans la Ligue nationale de hockey.

## Saison régulière

### Contexte de la saison
Les Blackhawks débutent par six matchs de pré-saison. Ils reçoivent tout d'abord les Capitals de Washington qui gagnent 3-2 en prolongation ; ils se rendent ensuite au Minnesota où ils perdent 3-0 contre le Wild puis chez les Capitals pour une défaite 6-2 ; de retour à Chicago, ils remportent enfin leur premier match 4-3. Les Blackhawks continuent leur préparation en Europe et rencontrent le HC Davos qu'ils battent facilement 9-2 ; le deuxième match européen joué contre les ZSC Lions se solde quant à lui par une courte défaite 2-1.

### Transferts

#### Départs
Le 1er juillet 2009, Nikolaï Khabibouline, signe un contrat de 15 millions de dollars avec les Oilers d'Edmonton après avoir été laissé libre par les Blackhawks qui ont déjà un gros contrat au poste de gardien de but avec Cristobal Huet.
Ce même jour, Martin Havlát, agent libre lui aussi, signe un contrat de 6 ans et 30 millions de dollars avec le Wild du Minnesota.

#### Arrivées
Marián Hossa qui est agent libre, signe un contrat qui lui rapporte 62,8 millions de dollars sur de 12 ans.

### Faits marquants
- En raison d'une blessure, Hossa rate le camp d'entrainement des Blackhawks et les 22 premiers matchs de l'équipe ; il n'est de retour que le 25 novembre 2009.
- Le 12 octobre 2009, les Blackhawks rencontrent les Flames de Calgary. Après 6 minutes et 14 secondes de jeu, les Flames marquent par l'intermédiaire de Dustin Boyd ; 34 secondes plus tard, ils ajoutent un deuxième but grâce à Eric Nystrom puis un troisième 19 secondes après par Jarome Iginla. Cristobal Huet, qui a accordé 3 buts sur 5 tirs en 53 secondes seulement, est alors remplacé par Antti Niemi. Les ardeurs des Flames ne sont pour autant pas stoppées et ils marquent un 4e but après 10 minutes 44 puis un 5e 59 secondes plus tard : les Blackhawks sont menés 5-0 après 11 minutes 43 de jeu en ayant encaissé les cinq buts en moins de 5 minutes 30 sur les 8 premiers tirs des Flames. Chicago parvient cependant à réduire le score en fin de 1re période pour rentrer aux vestiaires avec 4 buts de retard. En deuxième périodes, les Blackhawks reprennent espoir en marquant trois nouveaux but, le 3e et le 4eétant inscrits en 41 secondes ; l'égalisation survient après un peu plus de 4 minutes dans la troisième partie du match. Celui-ci se joue alors en prolongation où Brent Seabrook marque le but de la victoire au bout de 26 secondes de jeu. Cette victoire après avoir été menés 5-0 est le plus gros retour de l'histoire de la franchise[4].
- Les Blackhawks sont qualifiés pour les séries éliminatoires dès le 26 mars, 9 matchs avant la fin de la saison, grâce à l'avance qu'ils possèdent sur la neuvième équipe de l'association, les Flames de Calgary[5]. Ils terminent ensuite la saison régulière à la première place de la division Centrale et à la deuxième de l'association de l'Ouest derrière les Sharks de San José. En terminant avec 112 points, ils battent le record de la franchise qui datait des saisons 1970-1971 et 1971-1972 avec 107 points ; ils établissent aussi un record de 52 victoires devant les saisons 1970-1971 et 1990-1991 où ils avaient remporté 49 matchs[6]. Patrick Kane termine meilleur pointeur de l'équipe avec 88 points ; il est le premier joueur de Chicago à dépasser 80 points depuis Tony Amonte en 2000.

### Classement
| Clt   | Équipe                   | PJ | V  | D  | DP | BP  | BC  | Pts |
| ----- | ------------------------ | -- | -- | -- | -- | --- | --- | --- |
| +001, | Blackhawks de Chicago    | 82 | 52 | 22 | 8  | 271 | 209 | 112 |
| +002, | Red Wings de Détroit     | 82 | 44 | 24 | 14 | 228 | 216 | 102 |
| +003, | Predators de Nashville   | 82 | 47 | 29 | 6  | 224 | 225 | 100 |
| +004, | Blues de Saint-Louis     | 82 | 40 | 32 | 10 | 225 | 222 | 90  |
| +005, | Blue Jackets de Columbus | 82 | 32 | 35 | 15 | 216 | 258 | 79  |

- Vainqueur de la division

### Match après match
Ce tableau reprend les résultats de l'équipe au cours de la saison, les buts marqués par les Blackhawks étant inscrits en premier.
| Date   |  | Adversaire                 | Score     | Fiche   | Points |
| ------ |  | -------------------------- | --------- | ------- | ------ |
| 02-oct |  | Panthers de la Floride     | 3-4 (Fus) | 0-0-1   | 1      |
| 03-oct |  | @ Panthers de la Floride   | 4-0       | 1-0-1   | 3      |
| 08-oct |  | @ Red Wings de Détroit     | 2-3       | 1-1-1   | 3      |
| 10-oct |  | Avalanche du Colorado      | 4-3 (Fus) | 2-1-1   | 5      |
| 12-oct |  | Flames de Calgary          | 6-5 (Pr)  | 3-1-1   | 7      |
| 14-oct |  | Oilers d'Edmonton          | 4-3       | 4-1-1   | 9      |
| 15-oct |  | @ Predators de Nashville   | 3-1       | 5-1-1   | 11     |
| 17-oct |  | Stars de Dallas            | 3-4       | 5-2-1   | 11     |
| 21-oct |  | Canucks de Vancouver       | 2-3       | 5-3-1   | 11     |
| 24-oct |  | Predators de Nashville     | 2-0       | 6-3-1   | 13     |
| 26-oct |  | Wild du Minnesota          | 3-1       | 7-3-1   | 15     |
| 29-oct |  | @ Predators de Nashville   | 0-2       | 7-4-1   | 15     |
| 30-oct |  | Canadiens de Montréal      | 3-2       | 8-4-1   | 17     |
| 05-nov |  | Coyotes de Phoenix         | 1-3       | 8-5-1   | 17     |
| 06-nov |  | @ Avalanche du Colorado    | 3-4 (Fus) | 8-5-2   | 18     |
| 09-nov |  | Kings de Los Angeles       | 4-1       | 9-5-2   | 20     |
| 11-nov |  | Avalanche du Colorado      | 3-2 (Fus) | 10-5-2  | 22     |
| 13-nov |  | Maple Leafs de Toronto     | 3-2       | 11-5-2  | 24     |
| 15-nov |  | Sharks de San José         | 4-3 (Pr)  | 12-5-2  | 26     |
| 19-nov |  | Flames de Calgary          | 7-1       | 13-5-2  | 28     |
| 21-nov |  | Oilers d'Edmonton          | 5-2       | 14-5-2  | 30     |
| 22-nov |  | @ Canucks de Vancouver     | 1-0       | 15-5-2  | 32     |
| 25-nov |  | @ Sharks de San José       | 7-2       | 16-5-2  | 34     |
| 27-nov |  | @ Ducks d'Anaheim          | 0-3       | 16-6-2  | 34     |
| 28-nov |  | @ Kings de Los Angeles     | 1-2 (Fus) | 16-6-3  | 35     |
| 01-déc |  | Blue Jackets de Columbus   | 4-3 (Fus) | 17-6-3  | 37     |
| 04-déc |  | Predators de Nashville     | 1-4       | 17-7-3  | 37     |
| 05-déc |  | @ Penguins de Pittsburgh   | 2-1 (Pr)  | 18-7-3  | 39     |
| 09-déc |  | Rangers de New York        | 2-1 (Pr)  | 19-7-3  | 41     |
| 11-déc |  | @ Sabres de Buffalo        | 1-2       | 19-8-3  | 41     |
| 13-déc |  | Lightning de Tampa Bay     | 4-0       | 20-8-3  | 43     |
| 16-déc |  | Blues de Saint-Louis       | 3-0       | 21-8-3  | 45     |
| 18-déc |  | Bruins de Boston           | 5-4 (Fus) | 22-8-3  | 47     |
| 20-déc |  | Red Wings de Détroit       | 3-0       | 23-8-3  | 49     |
| 22-déc |  | Sharks de San José         | 2-3       | 23-9-3  | 49     |
| 23-déc |  | @ Red Wings de Détroit     | 3-0       | 24-9-3  | 51     |
| 26-déc |  | @ Predators de Nashville   | 4-1       | 25-9-3  | 53     |
| 27-déc |  | Predators de Nashville     | 5-4       | 26-9-3  | 55     |
| 29-déc |  | Stars de Dallas            | 4-5       | 26-10-3 | 55     |
| 31-déc |  | Devils du New Jersey       | 5-1       | 27-10-3 | 57     |
| 02-jan |  | @ Blues de Saint-Louis     | 6-3       | 28-10-3 | 59     |
| 03-jan |  | Ducks d'Anaheim            | 5-2       | 29-10-3 | 61     |
| 05-jan |  | Wild du Minnesota          | 4-1       | 30-10-3 | 63     |
| 07-jan |  | @ Bruins de Boston         | 5-2       | 31-10-3 | 65     |
| 09-jan |  | @ Wild du Minnesota        | 5-6 (Fus) | 31-10-4 | 66     |
| 10-jan |  | Ducks d'Anaheim            | 1-3       | 31-11-4 | 66     |
| 14-jan |  | Blue Jackets de Columbus   | 3-0       | 32-11-4 | 68     |
| 16-jan |  | @ Blue Jackets de Columbus | 6-5       | 33-11-4 | 70     |
| 17-jan |  | @ Red Wings de Détroit     | 4-3 (Fus) | 34-11-4 | 72     |
| 19-jan |  | @ Sénateurs d'Ottawa       | 1-4       | 34-12-4 | 72     |
| 21-jan |  | @ Flames de Calgary        | 3-1       | 35-12-4 | 74     |
| 23-jan |  | @ Canucks de Vancouver     | 1-3       | 35-13-4 | 74     |
| 26-jan |  | @ Oilers d'Edmonton        | 3-0       | 36-13-4 | 76     |
| 28-jan |  | @ Sharks de San José       | 6-5 (Pr)  | 37-13-4 | 78     |
| 30-jan |  | @ Panthers de la Caroline  | 2-4       | 37-14-4 | 78     |
| 03-fév |  | Blues de Saint-Louis       | 2-3       | 37-15-4 | 78     |
| 05-fév |  | Coyotes de Phoenix         | 1-2 (Fus) | 37-15-5 | 79     |
| 06-fév |  | @ Blues de Saint-Louis     | 2-1       | 38-15-5 | 81     |
| 09-fév |  | Stars de Dallas            | 4-3 (Fus) | 39-15-5 | 83     |
| 13-fév |  | Flames d'Atlanta           | 5-4 (Fus) | 40-15-5 | 85     |
| 14-fév |  | @ Blue Jackets de Columbus | 5-4       | 41-15-5 | 87     |
| 02-mar |  | @ Islanders de New York    | 3-5       | 41-16-5 | 87     |
| 03-mar |  | Oilers d'Edmonton          | 6-5       | 42-16-5 | 89     |
| 05-mar |  | Canucks de Vancouver       | 6-3       | 43-16-5 | 91     |
| 07-mar |  | Red Wings de Détroit       | 4-5       | 43-17-5 | 91     |
| 10-mar |  | @ Blue Jackets de Columbus | 3-2 (Pr)  | 44-17-5 | 93     |
| 13-mar |  | @ Flyers de Philadelphie   | 2-3       | 44-18-5 | 93     |
| 14-mar |  | Capitals de Washington     | 3-4 (Pr)  | 44-18-6 | 94     |
| 17-mar |  | @ Ducks d'Anaheim          | 2-4       | 44-19-6 | 94     |
| 18-mar |  | @ Kings de Los Angeles     | 3-0       | 45-19-6 | 96     |
| 20-mar |  | @ Coyotes de Phoenix       | 4-5 (Fus) | 45-19-7 | 97     |
| 23-mar |  | Coyotes de Phoenix         | 2-0       | 46-19-7 | 99     |
| 25-mar |  | @ Blue Jackets de Columbus | 3-8       | 46-20-7 | 99     |
| 28-mar |  | Blue Jackets de Columbus   | 2-4       | 46-21-7 | 99     |
| 30-mar |  | @ Blues de Saint-Louis     | 2-4       | 46-22-7 | 99     |
| 31-mar |  | @ Wild du Minnesota        | 4-0       | 47-22-7 | 101    |
| 02-avr |  | @ Devils du New Jersey     | 2-1 (Fus) | 48-22-7 | 103    |
| 04-avr |  | Flames de Calgary          | 4-1       | 49-22-7 | 105    |
| 06-avr |  | @ Stars de Dallas          | 5-2       | 50-22-7 | 107    |
| 07-avr |  | Blues de Saint-Louis       | 6-5       | 51-22-7 | 109    |
| 09-avr |  | @ Avalanche du Colorado    | 5-2       | 52-22-7 | 111    |
| 11-avr |  | @ Red Wings de Détroit     | 2-3       | 52-22-8 | 112    |

### Composition de l'équipe
| N° | Joueur             | Poste | PJ | B  | A  | Pts | +/- | Pun | Commentaire                                                                                   |
| -- | ------------------ | ----- | -- | -- | -- | --- | --- | --- | --------------------------------------------------------------------------------------------- |
| 88 | Patrick Kane       | AD    | 82 | 30 | 58 | 88  | +16 | 20  |                                                                                               |
| 2  | Duncan Keith       | D     | 82 | 14 | 55 | 69  | +21 | 51  | A - assistant-capitaine de l'équipe                                                           |
| 19 | Jonathan Toews     | C     | 76 | 25 | 43 | 68  | +22 | 47  | C - capitaine de l'équipe                                                                     |
| 10 | Patrick Sharp      | AG    | 82 | 25 | 41 | 66  | +24 | 28  | A - assistant-capitaine de l'équipe                                                           |
| 81 | Marián Hossa       | AD    | 57 | 24 | 27 | 51  | +24 | 18  |                                                                                               |
| 32 | Kris Versteeg      | AG    | 79 | 20 | 24 | 44  | +8  | 35  |                                                                                               |
| 22 | Troy Brouwer       | AG    | 78 | 22 | 18 | 40  | +9  | 66  |                                                                                               |
| 16 | Andrew Ladd        | AG    | 82 | 17 | 21 | 38  | +2  | 67  |                                                                                               |
| 51 | Brian Campbell     | D     | 68 | 7  | 31 | 38  | +18 | 18  |                                                                                               |
| 33 | Dustin Byfuglien   | AG    | 82 | 17 | 17 | 34  | -7  | 94  |                                                                                               |
| 7  | Brent Seabrook     | D     | 78 | 4  | 26 | 30  | +20 | 59  |                                                                                               |
| 11 | John Madden        | C     | 79 | 10 | 13 | 23  | -2  | 12  |                                                                                               |
| 82 | Tomáš Kopecký      | AD    | 74 | 10 | 11 | 21  | 0   | 28  |                                                                                               |
| 46 | Colin Fraser       | C     | 70 | 7  | 12 | 19  | +6  | 44  |                                                                                               |
| 4  | Niklas Hjalmarsson | D     | 77 | 2  | 15 | 17  | +9  | 20  |                                                                                               |
| 55 | Ben Eager          | AG    | 60 | 7  | 9  | 16  | +9  | 120 |                                                                                               |
| 36 | David Bolland      | C     | 39 | 6  | 10 | 16  | +5  | 28  |                                                                                               |
| 25 | Cam Barker         | D     | 51 | 4  | 10 | 14  | +7  | 58  | A terminé la saison avec le Wild du Minnesota                                                 |
| 6  | Jordan Hendry      | D     | 43 | 2  | 6  | 8   | +5  | 10  |                                                                                               |
| 5  | Brent Sopel        | D     | 73 | 1  | 7  | 8   | +3  | 34  |                                                                                               |
| 29 | Bryan Bickell      | AG    | 16 | 3  | 1  | 4   | +4  | 5   |                                                                                               |
| 37 | Adam Burish        | AD    | 13 | 1  | 3  | 4   | +2  | 14  |                                                                                               |
| 8  | Kim Johnsson       | D     | 8  | 1  | 2  | 3   | +7  | 4   | A commencé la saison avec le Wild du Minnesota                                                |
| 20 | Jack Skille        | AD    | 6  | 1  | 1  | 2   | -3  | 0   |                                                                                               |
| 28 | Jake Dowell        | C     | 3  | 1  | 1  | 2   | +1  | 5   |                                                                                               |
| 15 | Andrew Ebbett      | C     | 10 | 1  | 0  | 1   | +1  | 2   | A commencé la saison avec les Ducks d'Anaheim · A terminé la saison avec le Wild du Minnesota |
| 24 | Nick Boynton       | D     | 7  | 0  | 1  | 1   | +4  | 12  | A commencé la saison avec les Ducks d'Anaheim                                                 |
| 52 | Radek Smoleňák     | AG    | 1  | 0  | 0  | 0   | 0   | 5   |                                                                                               |

| N° | Joueur         | PJ | B  | V  | D | DP    | Min | BC | Bl   | Moy    | %Arr |
| -- | -------------- | -- | -- | -- | - | ----- | --- | -- | ---- | ------ | ---- |
| 31 | Antti Niemi    | 39 | 26 | 7  | 4 | 2 190 | 82  | 7  | 2,25 | 91,2 % |      |
| 39 | Cristobal Huet | 48 | 26 | 14 | 4 | 2 731 | 114 | 4  | 2,50 | 89,5 % |      |
| 50 | Corey Crawford | 1  | 0  | 1  | 0 | 59    | 3   | 0  | 3,05 | 91,4 % |      |

## Séries éliminatoires
Pour la première ronde des séries, les Blackhawks sont confrontés aux Predators de Nashville, 7e de l'association de l'Ouest. Après 4 matchs, les deux équipes sont à égalité deux victoires chacune. Le cinquième match entre les deux équipes marque un tournant de la série. Les Predators mènent 4 buts à 3 alors qu'il ne reste qu'une minute et trois secondes à jouer ; Hossa se rend coupable d'une charge dans le dos sur le défenseur de Nashville, Dan Hamhuis, qui atterrit dans la bande. Hossa hérite alors d'une pénalité majeure de 5 minutes pour charge contre la bande. Avec un joueur de plus et un peu plus d'une minute à jouer, les Predators semblent se diriger vers une troisième victoire au cours de cette série. Mais Chicago récupère la rondelle dans son territoire une trentaine de secondes avant la fin du temps réglementaire, Toews pénètre dans le camp adverse et les Blackhawks en profitent pour sortir leur gardien et faire entrer un attaquant supplémentaire ; à 14 secondes du terme de la rencontre, Kane parvient à pousser le palet dans le but adverse en infériorité numérique et à forcer ainsi le match à se poursuivre en prolongation. Chicago, toujours avec Hossa au banc des pénalités, parvient à repousser les assauts de Nashville jusqu'au terme de la pénalité de ce dernier. Hossa retourne alors sur la glace, se dirige vers le filet adverse et, quelques secondes après, au cours de sa première action, il marque le but vainqueur qui permet à Chicago de remporter le match.
Les Blackhawks éliminent ensuite les Canucks de Vancouver 4 à 2 et, le 23 mai 2010, ils battent San José en finale d'association 4 buts à 2 et remportent la série 4 à 0 ; ils se qualifiant ainsi pour la 11e finale de la Coupe Stanley de leur histoire.
Confrontés aux Flyers de Philadelphie, ils remportent leurs deux premiers matchs à domicile avant de perdre deux fois chez les Flyers. Ils remportent le 5e match, à nouveau à Chicago. Lors du 6e match, disputé à Philadelphie, une prolongation est disputée lors de laquelle Patrick Kane marque le but qui donne la quatrième coupe Stanley de l'histoire de la franchise.
À titre individuel, Jonathan Toews remporte le trophée Conn-Smythe du meilleur joueur des séries éliminatoires. En remportant la coupe Stanley, il devient membre du Triple Gold Club des joueurs ayant remporté à la fois le championnat du monde, les Jeux olympiques et la coupe Stanley. Hossa remporte sa première Coupe Stanley de sa carrière après avoir joué sa troisième finale de suite. Il joue ainsi la finale en 2008 avec les Penguins de Pittsburgh et perd contre les Red Wings de Détroit puis la saison 2008-2009, il joue avec les Red Wings et perd contre Pittsburgh.

### Statistiques
| N° | Joueur             | Poste | PJ | B  | A  | Pts | +/- | Pun | Commentaire |
| -- | ------------------ | ----- | -- | -- | -- | --- | --- | --- | ----------- |
| 19 | Jonathan Toews     | C     | 22 | 7  | 22 | 29  | -1  | 4   |             |
| 88 | Patrick Kane       | AD    | 22 | 10 | 18 | 28  | -2  | 6   |             |
| 10 | Patrick Sharp      | AG    | 22 | 11 | 11 | 22  | +10 | 16  |             |
| 2  | Duncan Keith       | D     | 22 | 2  | 15 | 17  | +2  | 10  |             |
| 33 | Dustin Byfuglien   | AG    | 22 | 11 | 5  | 16  | -4  | 20  |             |
| 36 | David Bolland      | C     | 22 | 8  | 8  | 16  | +6  | 30  |             |
| 81 | Marián Hossa       | AD    | 22 | 3  | 12 | 15  | 7   | 25  |             |
| 32 | Kris Versteeg      | AG    | 22 | 6  | 8  | 14  | +4  | 14  |             |
| 7  | Brent Seabrook     | D     | 22 | 4  | 7  | 11  | +8  | 14  |             |
| 22 | Troy Brouwer       | AG    | 19 | 4  | 4  | 8   | -1  | 8   |             |
| 4  | Niklas Hjalmarsson | D     | 22 | 1  | 7  | 8   | +9  | 6   |             |
| 82 | Tomáš Kopecký      | AD    | 17 | 4  | 2  | 6   | +2  | 8   |             |
| 16 | Andrew Ladd        | AG    | 19 | 3  | 3  | 6   | +4  | 12  |             |
| 5  | Brent Sopel        | D     | 22 | 1  | 5  | 6   | +7  | 8   |             |
| 51 | Brian Campbell     | D     | 19 | 1  | 4  | 5   | +11 | 2   |             |
| 55 | Ben Eager          | AG    | 18 | 1  | 2  | 3   | +2  | 20  |             |
| 11 | John Madden        | C     | 22 | 1  | 1  | 2   | -2  | 2   |             |
| 29 | Bryan Bickell      | AG    | 4  | 0  | 1  | 1   | +3  | 2   |             |
| 46 | Colin Fraser       | C     | 3  | 0  | 0  | 0   | 0   | 0   |             |
| 6  | Jordan Hendry      | D     | 15 | 0  | 0  | 0   | -4  | 2   |             |
| 37 | Adam Burish        | AD    | 15 | 0  | 0  | 0   | -1  | 2   |             |
| 24 | Nick Boynton       | D     | 3  | 0  | 0  | 0   | +2  | 2   |             |

| N° | Joueur         | PJ | B  | V | D | DP    | Min | BC | Bl   | Moy    | %Arr |
| -- | -------------- | -- | -- | - | - | ----- | --- | -- | ---- | ------ | ---- |
| 31 | Antti Niemi    | 22 | 16 | 6 | 0 | 1 322 | 58  | 2  | 2,63 | 91,0 % |      |
| 39 | Cristobal Huet | 1  | 0  | 0 | 0 | 20    | 0   | 0  | 0,00 | 100 %  |      |